# Phyllomacromia trifasciata
Phyllomacromia trifasciata – gatunek ważki z rodziny Macromiidae.